# Aenictus doryloides
Aenictus doryloides é uma espécie de formiga do gênero Aenictus.